# Ozarba bicolora
Ozarba bicolora is een vlinder van de familie van de uilen (Noctuidae). De wetenschappelijke naam van deze soort is voor het eerst voorgesteld als Eublemma bicolora door George Thomas Bethune-Baker in een publicatie uit 1911.
De soort komt voor in Ethiopië, Oeganda, Kenia, Tanzania en Zuid-Afrika.